# Řasokoule zelená

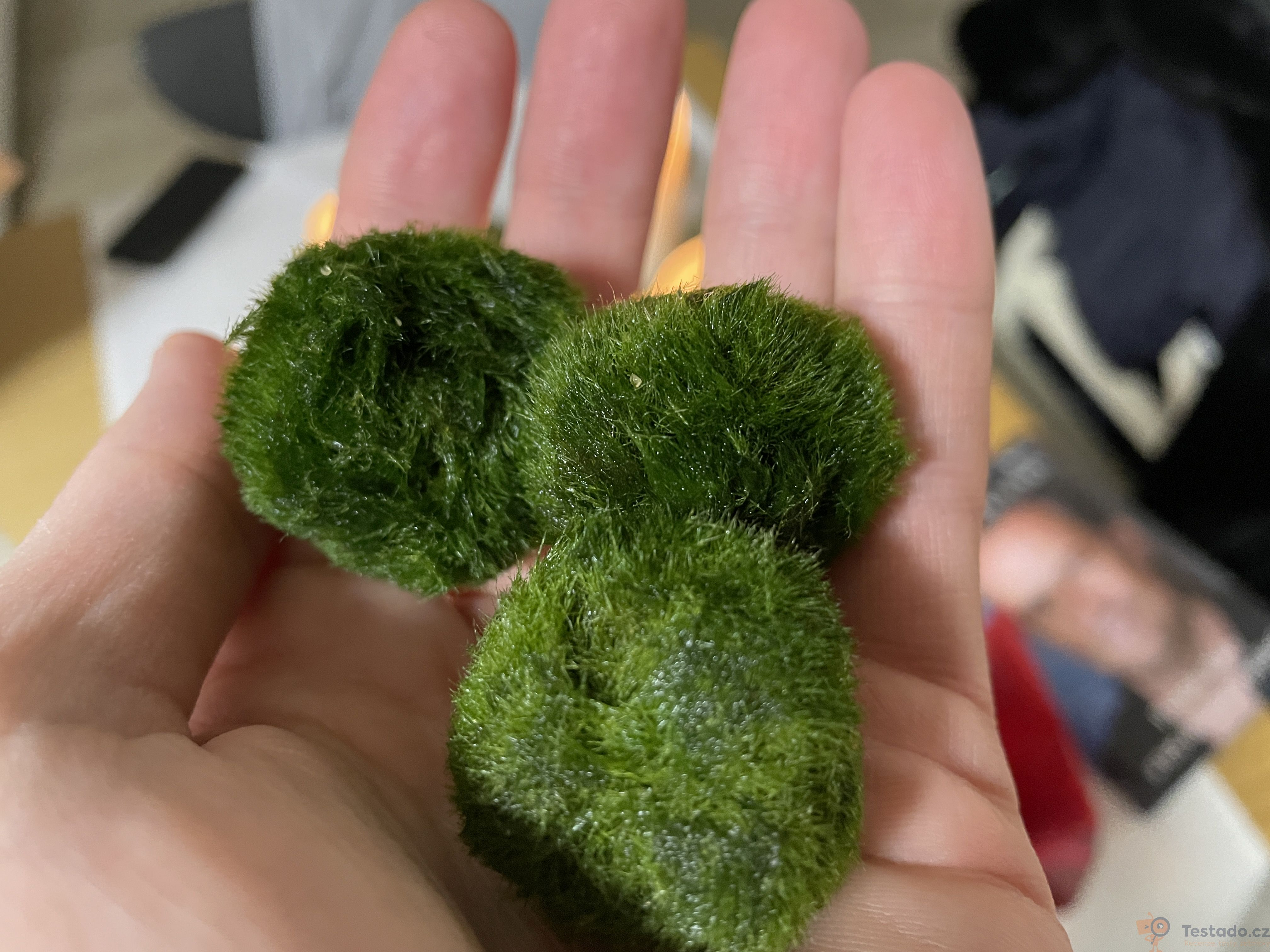
Tři řasokoule zelené

Řasokoule zelená (Cladophora aegagropila, též Aegagropila linnaei) je druh vlasovité zelené řasy, jež se nachází v některých jezerech na severní polokouli, a sice na Islandu, ve Skotsku, v Japonsku a v Estonsku. Pouze v jezeře Akan na japonském ostrově Hokkaidó však dosahuje průměru kolem 20–30 cm. Odtud se též rozšířilo její japonské pojmenování marimo či torasanpe. Tyto koule, jež nemají žádné jádro, působí zvláštním a velmi dekorativním dojmem. Při průměru 30 cm se mohou dožít více než sta let. Nejčastěji se vyskytují v mělčích částech jezer. Řasokoule se v rozmezí mezi 1-3 měsíců dokážou rozmnožovat. Mohou mít až 10 přírůstků.

## Popis

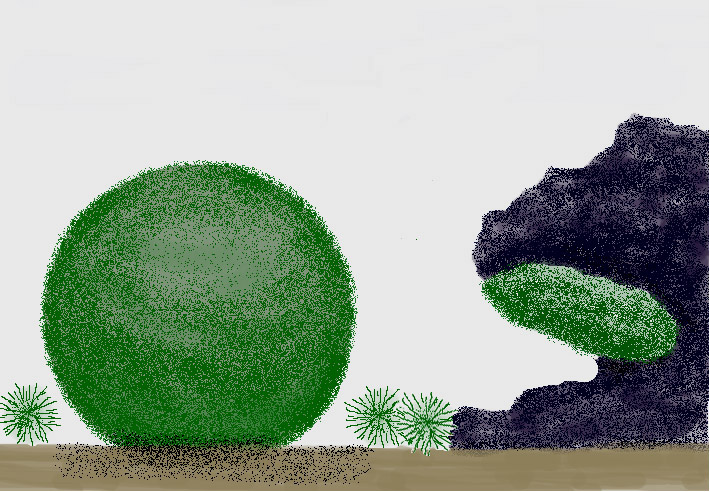
Tři obvyklé růstové formy řasokoule: kulovitá, volně plovoucí trsy vláken a epifytická

Řasokoule zelená je vlastně seskupení řas, jež má tři růstové formy. První z nich je epifytická a vyhovují jí více zastíněné části kamenů, druhá forma je kulovitá, zatímco třetí jsou malé trsy samotných vláken, jež vytvářejí na dně jezer koberce.

## Klasifikace a nomenklatura
Tyto řasové koule objevil roku 1824 v Zellském jezeře v Rakousku Dr. Anton E. Sauter. Rod Aegagropila pak roku 1843 ustanovil německý botanik Friedrich T. Kützing s druhem Aegagropila linnaei jako typickým zástupcem. Nicméně již v roce 1849 jej sám přesunul jako podrod Aegagropila rodu Cladophora. Následně byl druh A. linnaei přejmenován Cladophora aegagropila (L.) Rabenhorst. Po rozsáhlém výzkumu DNA v roce 2002 došlo k opětovnému přejmenování na Aegagropila linnaei. Stalo se tak vzhledem k přítomnosti chitinu v buněčných stěnách, což rod Cladophora nemá.

## Ekologie
Existence kolonií řasokoule v Národním parku Akan na Hokkaidō v Japonsku a na jezeře Mývatn na Islandu závisí na adaptaci druhu na omezené světelné podmínky v kombinaci s dynamickým působením proudění vody způsobeným větrem, jezerní morfologií, materiálem jezerního dna a sedimentací.
Průměrný roční přírůstek řasokoule činí asi 5 mm. V Národním parku Akan dorůstají velikosti až 20–30 cm v průměru. Na jezeře Akan vytvářejí epifytická a trsovitá růstová forma hustší porosty v místech, kde do jezera vtéká solemi obohacená voda z přírodních pramenů.
Na jezeře Mývatn jsou husté kolonie řasokoulí, jež dorůstají až 12 cm v průměru a vytvářejí na dně dobře ohraničené plochy o velikosti 2–2,5 m. Tyto kolonie byly objeveny v roce 1978, avšak od té doby se jejich velikost značně zmenšila.
Řasokoule potřebují dostatek světla, a proto se volně pohyblivé růstové formy přemisťují pomocí proudění, jež v jezerech způsobuje vlnění vody, z místa na místo. Rostliny, jež se předtím dostaly do hlubších vod, tak opět doputují na prosvětlenější mělčiny. Při přemisťování z místa na místo získává řasokoule kulovitý tvar. Kulovitý povrch neslouží pouze k usnadnění pohybu pomocí proudění vody, ale i pro zbavování se nečistot ze stélek. Nečistoty, jež jsou usazeny na okrajích, pohybem koule opadají. Vzhledem ke skutečnosti, že některé kolonie řasokoulí mívají dvě, a dokonce i tři vrstvy, umožňuje pohyb způsobený vlněním vody, aby se ke každé kouli dostal životně důležitý sluneční svit. Řasokoule jsou zelené po celém obvodu, což zajišťuje, že fotosyntéza probíhá nezávisle na tom, na kterou část právě dopadá světlo. Vnitřek koule je také zelený a je vyplněn dřímajícím chloroplastem, který se v případě, že se koule rozpadne, aktivuje v řádu pouhých hodin.

## Ochrana

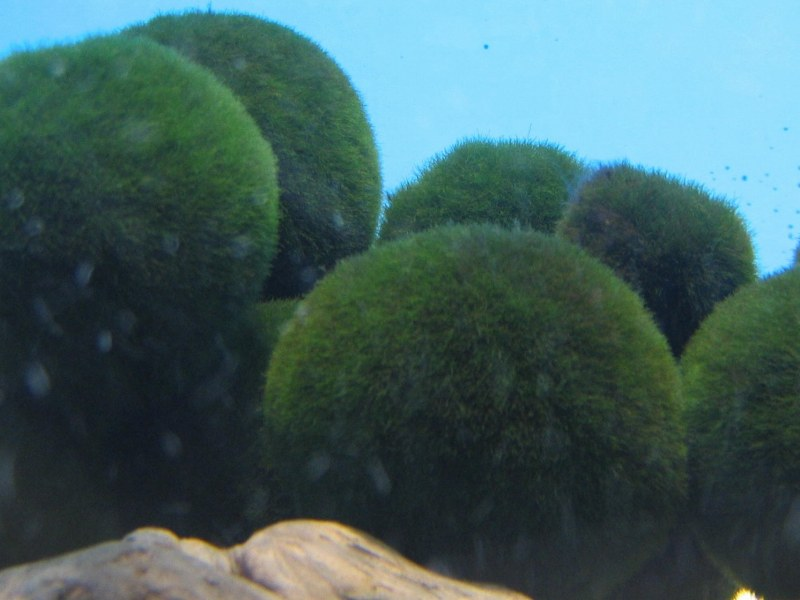
Řasokoule zelená v jezeře Akan v Japonsku

Rychle se snižující počet řasokoulí na jezeře Mývatn je alarmující. V posledních letech totiž z neznámých důvodů zaniklo několik významných ploch. Na jezeře Akan se jejich ochraně věnuje značné úsilí. K aktivitám, jež mají zvýšit všeobecné povědomí o potřebě jejich ochrany, patří i třídenní Festival Marimo, při němž hrají významnou roli příslušníci národa Ainu, kteří jsou původními obyvateli ostrova Hokkaidó.
Díky svému přitažlivému vzhledu slouží řasokoule i jako prostředek k ekologické výuce. Na pohled se velmi podobá Zemi, neboť je zelená a kulatá a potřebuje se otáčet, aby na všechny její strany dopadlo sluneční světlo. V Japonsku je řasokoule zařazena mezi ohrožené druhy již od roku 1920 a je pokládána za „přírodní poklad“. Malé koule, jež se prodávají jako suvenýry, jsou ručně zformovány z volně plovoucích trsů. Na Islandu získala řasokoule status chráněného druhu v roce 2006. Jak jezero Mývatn, tak jezero Akan jsou chráněné. První jako přírodní rezervace, druhé jako národní park.

Řasokoule se na Hokkaido stala natolik populární, že dokonce vznikl maskot ostrova Hokkaido, kterým je polidštěná podoba řasokoule v podobě panáčka Marimokkori, který má řasokouli místo hlavy a bouli v rozkroku.

## Pěstování
Řasokoule patří mezi nenáročné akvarijní rostliny, které si pro pěstování žádají minimální nároky. Stačí dodržet několik zásad a řasokouli se bude dobře dařit. Řasokouli vyhovuje měkká až středně tvrdá voda, která by se měla měnit zhruba jednou za 7–14 dní. Teplota vody se má ideálně pohybovat mezi 10–30 °C. Řasokouli je vhodné pěstovat v průhledné sklenici, nebo akváriu. Není dobré ji vystavovat přímému slunečnímu svitu. Nevadí jí jiné rostliny v její blízkosti ani přítomnost ryb. Pro zachování kulatého tvaru je vhodné řasokouli občas stlačit mezi prsty, čímž udržíme její typický tvar.

## Synonyma
Aegagropila linnaei Kützing, Aegagropila armeniaca, Aegagropila brownii, Chantransia aegagrophila, Cladophora bulnheimii', Conferva sauteri